# Robert Charlebois (album, 1967)
Albums de Robert Charlebois
Vol. 2
(1966) Robert Charlebois avec Louise Forestier
(1968)
Robert Charlebois, aussi appelé Casque de fleurs en référence à la photo de la pochette ou encore Demain l’hiver du nom de la première chanson de la face B, est le troisième album de Robert Charlebois sorti en 1967 sur étiquette Gamma.

## Titres
| 1.    | Cinquante millions d'hommes       | Robert Charlebois                  | 2:25 |
| 2.    | Les années folles                 | Robert Charlebois                  | 1:37 |
| 3.    | Complainte de presqu'Amérique     | Robert Charlebois                  | 3:16 |
| 4.    | Doux sauvage                      | Robert Charlebois                  | 3:08 |
| 5.    | Protest song                      | Robert Charlebois                  | 2:38 |
| 6.    | Demain l'hiver                    | Robert Charlebois                  | 2:04 |
| 7.    | Marie-Noël                        | Robert Charlebois, Claude Gauthier | 2:25 |
| 8.    | La bossa nova des Esquimaux       | Robert Charlebois                  | 2:04 |
| 9.    | Autre chanson pour la même Mouffe | Robert Charlebois                  | 2:18 |
| 10.   | C'est pour ça                     | Robert Charlebois                  | 2:12 |
| 25:26 |                                   |                                    |      |